# Johann Arz
Johann Arz, magyarosan: Arz János (Nagyszeben, 1772 – Omlás, 1815. május 9.) evangélikus lelkész.

## Élete
Apja, Martin Arz a gimnázium igazgatója volt. Szülővárosában, majd 1794-ben Lipcsében és 1796-ban Jénában tanult. Hazaérkezése után a nagyszebeni gimnázium tanára lett. A rendes tanári állás betöltéséhez szükséges disszertációja, amely Szászsebes és a környező falvak (Alsóváradja, Lombfalva, Maroscsüged, Péterfalva, Sebeshely, Szászcsór) környékének igen pontos ásványtani leírása, 1801-ben Agri Sabesiensis et locorum confinium Oarda, Limba. Tsugudu. Petricomii, Sebesel atque Szásztsor topographia mineralogica címmel jelent meg. Mellékletként tartalmazza az általa ezen a területen gyűjtött fosszíliák jegyzékét is. A dolgozat külföldön is ismertté tette, és a jénai mineralógiai társaság 1802. július 26-án levelező tagjai közé választotta. Nem sokkal később prédikátor lett, majd 1805 júliusában omlási lelkésznek hívták meg. Jelentékeny ásványgyűjteményét a nagyszebeni gimnáziumnak hagyományozta.